# Eleutherodactylus samaipatae
Eleutherodactylus samaipatae là một loài ếch trong họ Leptodactylidae. Chúng là loài đặc hữu của Bolivia.
Các môi trường sống tự nhiên của chúng là [[rừng khô nhiệt đới hoặc cận nhiệt đới]], các khu rừng vùng núi ẩm nhiệt đới hoặc cận nhiệt đới, vườn nông thôn, và các khu rừng trước đây bị suy thoái nặng nề.